# قلمرو همه‌شمالگان

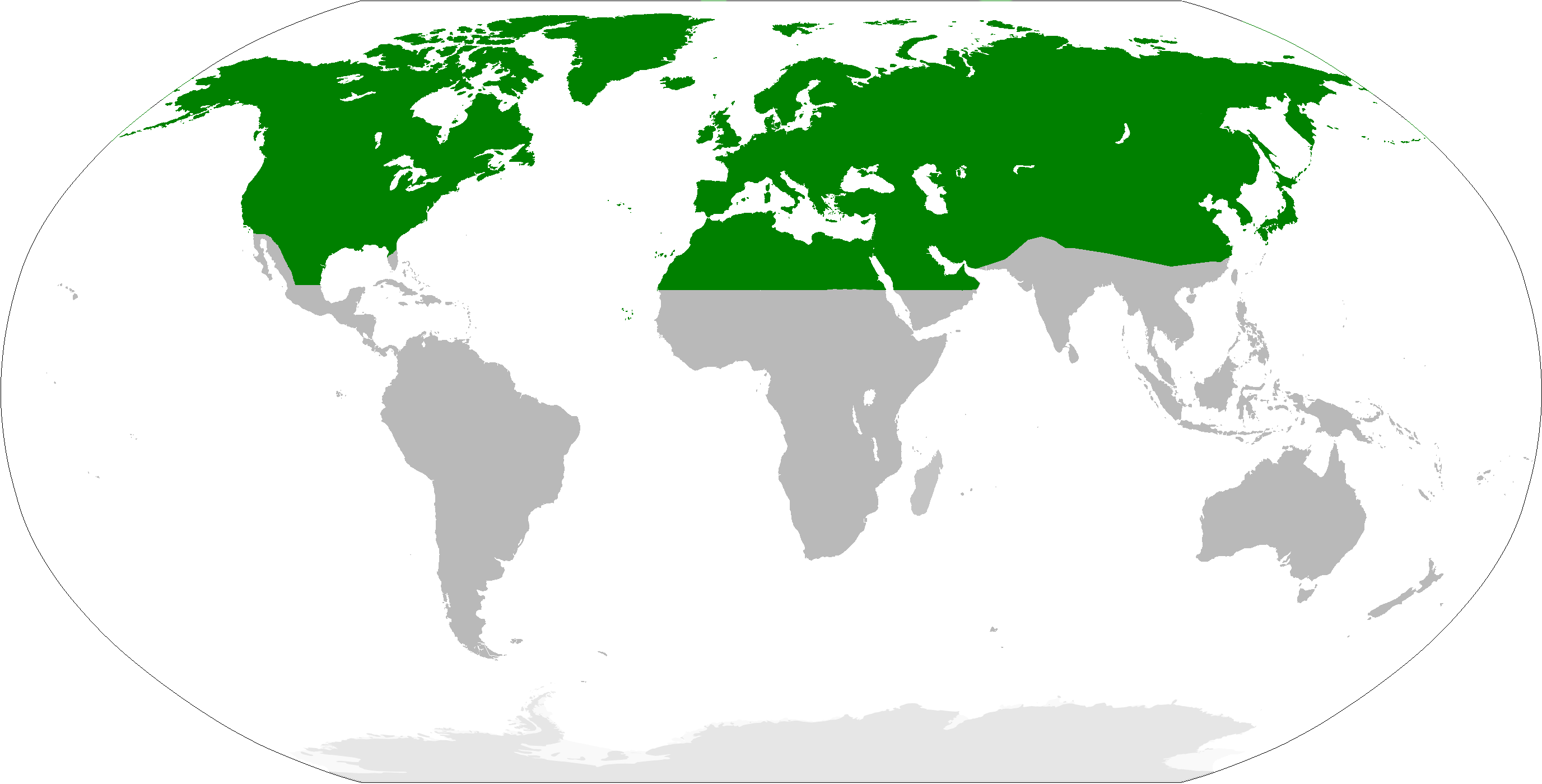
همه‌شمالگان

قلمرو همه‌شمالگان (به انگلیسی: Holarctic realm) یک قلمرو زیست‌جغرافیایی است که بیشتر زیستگاه‌های موجود در سراسر قاره‌ها در نیمکره شمالی را دربر می‌گیرد. این مربوط به پادشاهی شمالی فلوریستیک است. این منطقه هم منطقه جغرافیایی نزدیک به شمال آمریکا (که بیشتر آمریکای شمالی را پوشش می‌دهد) و هم منطقه جغرافیای جانوری دیرین‌شمالگانی آلفرد والاس (که شمال آفریقا، جنوب شرق آسیا و شبه قاره هند را دربر می‌گیرد) و تمام اوراسیا به جز جنوب شبه‌جزیره عربستان را دربر می‌گیرد.